# 余朝卿
余朝卿（？—？），字汝弼，號章南，江西南昌府南昌縣人，民籍，明朝政治人物。

## 生平
江西鄉試第三十四名舉人。嘉靖三十二年（1553年）中式癸丑科二甲第五十四名進士。兵部观政，授刑部主事，升员外、郎中，出知承天府，升山东按察司副使。

## 家族
曾祖余必仕；祖父余清；父余文燁，母楊氏。